# Lamprocryptidea xanthomelas
Lamprocryptidea xanthomelas là một loài tò vò trong họ Ichneumonidae.